# Jan Michailowitsch Gudkow
Jan Michailowitsch Gudkow (russisch Ян Михайлович Гудков; * 5. März 2002) ist ein russischer Fußballspieler.

## Karriere
Gudkow begann seine Karriere bei Tschertanowo Moskau. Zur Saison 2018/19 rückte er in den Kader der zweiten Mannschaft von Tschertanowo, für die er in jener Spielzeit drei Partien in der drittklassigen Perwenstwo PFL absolvierte. Nach der Saison 2018/19 zog sich Tschertanowo-2 vom Spielbetrieb zurück und Gudkow rückte zurück in den Kader der U-19, ehe er zur Saison 2020/21 Teil des Profikaders wurde. Sein Debüt in der Perwenstwo FNL gab er im August 2020. In der Saison 2020/21 kam er insgesamt zu 29 Einsätzen für den Klub in der zweiten Liga, aus der die Moskauer zu Saisonende allerdings abstiegen.
Daraufhin wechselte Gudkow zur Saison 2021/22 zum Zweitligaaufsteiger FK Olimp-Dolgoprudny. Für Dolgoprudny kam er bis zur Winterpause zu 22 Einsätzen. Im Februar 2022 wechselte der Außenverteidiger zum Erstligisten Krylja Sowetow Samara. Für Samara kam er bis Saisonende aber nie zum Zug. Im Juli 2022 wurde er an den Zweitligisten FK Kuban Krasnodar verliehen.